# Mezzana (Fivizzano)
Mezzana è una frazione del comune italiano di Fivizzano, nella provincia di Massa-Carrara, in Toscana.
Il paese è collocato ad un'altitudine di 408 m sul livello del mare. È meta turistica nel periodo estivo.

## Geografia fisica
Situata nell'alta Lunigiana, ai confini con il comune di Casola in Lunigiana, Mezzana è strettamente contigua al borgo di Monte dei Bianchi, altra frazione di Fivizzano. Alla base del colle su cui sorge Mezzana scorre il fiume Lucido, e tutt'intorno la vista è dominata dalla presenza delle Alpi Apuane, della cui catena è ben visibile la vetta del monte Pizzo d'Uccello.

## Monumenti e luoghi d'interesse
- Chiesa di Santa Maria della Neve (XI secolo), chiesa parrocchiale
- Oratorio di San Luigi (fine XIX secolo)

## Economia
Oltre al turismo una risorsa del paese è la produzione di legname, grazie alla presenza dei boschi. Tra i prodotti agricoli sono rilevanti vigneti e oliveti.

## Sport
Nei decenni passati, alcuni abitanti formarono una squadra di bocce che si cimentò in diverse gare a livello nazionale.